# 翟法賜
翟法賜，尋陽郡柴桑縣（今江西省九江市西）人，南朝宋隐士。
翟法賜曾祖父翟湯，祖父翟莊，父亲翟矯，都有高尚之風，不入仕途，逃避朝廷的徵用。翟法賜年輕時掌管家業，在廬山頂上修建屋舍。父母亡故後，也就不再下山回家了。他在山上不吃五穀，用獸皮和草做衣服。即使是鄉里親戚老鄉們也看不到他。本州徵聘他爲主簿，舉薦爲秀才，右參軍，著作佐郎，員外散騎侍郎，他都不應命。後來他家裹人到石屋去尋找，他就更向遠處遷徙，躲避朝廷徵聘，在深山中隱藏踪迹。尋陽太守鄧文子上表朝廷，説:“奉韶書徵召本郡郡民、新近任命的著作佐郎南陽人翟法賜，補員外散騎侍郎之職。翟法賜在廬山隐居不出，至今已有四代，他栖身於深山之中，很少有人見到。如果用王法逼迫，用嚴刑管束，像打獵那樣尋遍深山老林，以求能够擒獲，就怕會造成他不幸身亡。這樣做反而有傷盛世的教化。”於是停止了追尋。翟法賜其後在深山岩石之中去世。